# Ted Demme
Edward K. "Ted" Demme (26 de octubre de 1963 - 13 de enero de 2002) fue un director y productor de cine estadounidense.
Era sobrino del también director de cine Jonathan Demme (1944-2017).
El 13 de enero del 2002 mientras jugaba al baloncesto, sufrió un colapso y murió de un ataque cardiaco, que podría estar relacionado con el consumo de cocaína, de la que se encontraron restos en la autopsia

## Filmografía
| - Gun (1 episodio) - Blow (2001) - Yo! MTV Raps (1988) - The Bet (1992) - No Cure for Cancer (1992) - Who's the Man? (1993) - The Ref (1994) - Beautiful Girls (1996) - Homicide: Life on the Street (2 episodes, 1994–1996) - Gun (1 episode, 1997) - Subway Stories: Tales from the Underground (Segment: "Manhattan Miracle", 1997) - Denis Leary: Lock 'n Load (1997) - Monument Ave. (1998) - Life (1999) - Action (1 episode, 1999) - Blow (2001) - A Decade Under the Influence (2003) | - Yo! MTV Raps (1988, Unknown episodes) - Hangin' w/MTV (1992, Executive producer) - Monument Ave. (1998) - Rounders (1998) - Tumbleweeds (1999, Executive producer) - A Lesson Before Dying (1999, Executive producer) - Action (1 episode, Executive producer, 1999) - Blow (2001) - A Decade Under the Influence (2003) |